# Chris Resop
Christopher Paul Resop (né le 4 novembre 1982 à Naples, Floride, États-Unis) est un lanceur de relève droitier des Ligues majeures de baseball.
Arrivé dans la MLB en 2005, Chris Resop a aussi joué en 2008 et 2009 dans la NPB, au Japon, pour les Hanshin Tigers.

## Carrière

### Marlins de la Floride
Chris Resop est drafté en quatrième ronde par les Marlins de la Floride en 2001. Il fait ses débuts dans les majeures le 28 juin 2005 avec les Marlins. Il remporte sa première victoire dans les majeures le 10 septembre 2005 sur les Phillies de Philadelphie. Malgré deux victoires dans cette première saison dans les grandes ligues où il ne subit pas de défaite, ses performances laissent plutôt à désirer : 16 points mérités, 22 coups sûrs et 9 buts-sur-balles accordés en seulement 17 manches lancées et une moyenne de points mérités très élevée (8,47).
En 2006, il effectue 22 sorties comme lanceur de relève, lance 21 manches et un tiers, et affiche une moyenne de 3,38 points mérités accordés par partie, avec un gain et deux défaites.

### Angels de Los Angeles
Échangé par les Marlins le 20 décembre 2006 en retour du lanceur droitier Kevin Gregg, Resop ne dispute que quatre parties pour 4,1 manches lancées avec sa nouvelle équipe en 2007. Sa saison se joue à quelques matchs près chez les Salt Lake Bees de la Ligue de la côte du Pacifique avec le club-école des Angels.

### Braves d'Atlanta
Le 25 octobre 2007, Chris Resop passe des Angels aux Braves d'Atlanta via la procédure de ballottage. Il fait 16 apparitions au monticule en cours de saison pour Atlanta avant d'être libéré de son contrat le 24 juillet, alors que sa moyenne de points mérités pour la saison est de 5,89 en 18,1 manches au monticule.

### Japon
Resop quitte les Braves d'Atlanta et la MLB durant l'été 2008 pour aller jouer jusqu'à la fin de la saison de baseball avec les Hanshin Tigers de la Ligue centrale du Japon.

### Pirates de Pittsburgh

#### Saison 2010
Les Braves d'Atlanta mettent à nouveau Resop sous contrat le 17 février 2010 mais il est assigné aux ligues mineures. Le 4 août 2010, Resop, qui n'a joué qu'une partie avec Atlanta, est réclamé au ballottage par les Pirates de Pittsburgh. Il présente une moyenne de points mérités de 3,86 avec 26 retraits sur des prises en 21 manches lancées en 2010 pour les Braves et les Pirates.

#### Saison 2011
Resop est envoyé au monticule à 76 reprises et lance 69 manches et deux tiers pour les Pirates en 2011, de loin la saison où il est le plus utilisé depuis son entrée dans les majeures. Il enregistre 79 retraits sur des prises, gagne cinq parties contre quatre défaites et présente une moyenne de points mérités de 4,39. Le 17 juillet contre Houston, il réussit son premier sauvetage dans les majeures et son seul de la saison. En quinze occasions, il prépare avec succès l'entrée dans le match du stoppeur des Pirates, mais il gâche aussi l'avance de son club en cinq occasions.

#### Saison 2012
Utilisé en relève dans 61 parties des Pirates en 2012, Resop maintient une moyenne de points mérités de 3,91 en 73 manches et deux tiers lancées avec une victoire, quatre défaites et un sauvetage.

### Athletics d'Oakland
Le 30 novembre 2012, les Pirates transfèrent Chris Resop aux Athletics d'Oakland pour un autre lanceur droitier, Zach Thornton, qui joue en ligues mineures.